# Cristianesimo postmoderno
Il cristianesimo postmoderno identifica varie forme di cristianesimo che sono state influenzate dalla filosofia postmoderna. Nonostante sia uno sviluppo relativamente recente all'interno del cristianesimo, alcuni postmodernisti cristiani affermano che il loro stile di pensiero ha un'affinità con pensatori cristiani fondamentali quali Agostino di Ippona e Tommaso d'Aquino, e rinomati mistici come Meister Eckhart e Angelus Silesius. Oltre alla teologia cristiana, il cristianesimo postmoderno ha le sue radici nella filosofia continentale  post-heideggeriana, sviluppatasi dagli anni 1960 in poi.
Nonostante il nome, alcuni studiosi rifuggono l'etichetta di "cristianesimo postmoderno", perché il significato del termine "postmoderno" è spesso dibattuto, anche tra coloro che utilizzano l'etichetta. Perciò  sostengono che non abbia quasi nessun significato determinato e, negli Stati Uniti, serve in gran parte a simboleggiare una battaglia emotivamente carica di ideologie. Inoltre, pensatori considerati  postmoderni come Jacques Derrida e Philippe Lacoue-Labarthe hanno rifiutato di operare sotto la rubrica postmoderna, preferendo invece abbracciare specificamente un singolo progetto derivante dall'Illuminismo europeo e dai suoi precursori. Ciò nonostante, il cristianesimo postmoderno e le sue componenti di pensiero continuano ad essere rilevanti.

## Cristianesimo liberale
Il Cristianesimo liberale, a volte chiamato "teologia liberale", ha un'affinità con alcune forme attuali del cristianesimo postmoderno, sebbene il pensiero postmoderno in origine fosse una reazione contro il liberalismo protestante mainstream. Il cristianesimo liberale è un termine generico che copre diversi movimenti con basi filosofiche all'interno del cristianesimo del XIX e XX secolo.
Nonostante il nome, il cristianesimo liberale è sempre stato alquanto proteiforme. La parola "liberale" nel cristianesimo liberale non si riferisce necessariamente ad un'agenda politica di sinistra, ma piuttosto ad intuizioni sviluppate durante l'Illuminismo. In generale, il liberalismo dell'età illuminista affermava che gli esseri umani fossero creature politiche e che la libertà di pensiero e di espressione dovesse essere tra i più alti valori umani. Lo sviluppo del cristianesimo liberale deve molto alle opere dei filosofi Immanuel Kant e Friedrich Schleiermacher e, nel complesso, il cristianesimo liberale è un prodotto di un dialogo filosofico continuativo.
Nel XIX secolo, i cristiani autoidentificatisi liberali cercarono di stabilire gli insegnamenti umani di Gesù come standard per una civiltà mondiale libera da tradizioni cultuali e da tracce di fede "pagana" nel soprannaturale. Di conseguenza, i cristiani liberali diedero meno importanza agli eventi miracolosi legati alla vita di Gesù che ai suoi insegnamenti. L'impegno di rimuovere elementi "superstiziosi" dalla fede cristiana risale ai riformisti intellettuali cristiani come Erasmo e i deisti dei secoli XV-XVII. Il dibattito sul fatto se credere ai miracoli fosse una mera superstizione o cosa essenziale per accettare la divinità di Cristo costituì una crisi all'interno della chiesa del XIX secolo, e si cercò quindi di arrivare ad un compromesso teologico.
La Bibbia di Jefferson, nota anche come The Life and Morals of Jesus of Nazareth dal titolo (EN)  originale, fu concepita da Thomas Jefferson per esaltare gli insegnamenti di Gesù, rimuovendo alcune delle parti del Nuovo Testamento contenenti descrizioni di eventi soprannaturali, la cui origine secondo Jefferson era data dall'incomprensione di tali eventi da parte dei quattro evangelisti.
Molti cristiani liberali del XX secolo sono stati influenzati dai filosofi Edmund Husserl e Martin Heidegger; esempi di importanti pensatori cristiani liberali includono Rudolf Bultmann e John A.T. Robinson (1919–1983).

## Esistenzialismo cristiano

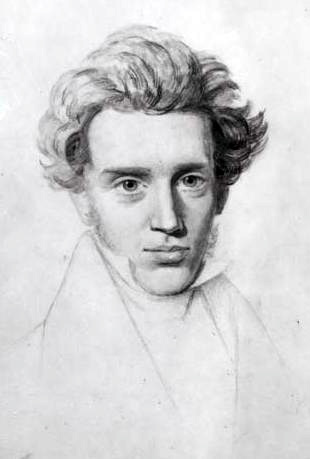
Søren Kierkegaard

L'esistenzialismo cristiano è una forma di cristianesimo che attinge ampiamente dagli scritti di Søren Kierkegaard. Kierkegaard avviò una scuola di pensiero quando reagì contro le pretese di conoscenza universale di Georg Wilhelm Friedrich Hegel   e ciò che egli considerava le vuote formalità della chiesa del XIX secolo. L'esistenzialismo cristiano pone l'accento sulla indecidibilità della fede, la passione individuale e la soggettività della conoscenza.
Sebbene gli scritti di Kierkegaard non venissero inizialmente adottati, divennero ampiamente diffusi all'inizio del XX secolo. In seguito gli esistenzialisti cristiani sintetizzarono i temi kierkegaardiani con le opere di pensatori come Friedrich Nietzsche, Walter Benjamin e Martin Buber.
Paul Tillich, Lincoln Swain, Gabriel Marcel e John Macquarrie sono esempi di importanti scrittori esistenzialisti cristiani che si sono basati su fondamentali pensatori neo-ortodossi come Karl Barth e Emil Brunner, che in modo simile hanno disatteso il proposizionalismo del protestantesimo tradizionalista.

## Teologia filosofica continentale
La teologia filosofica continentale è la più recente forma di cristianesimo postmoderno. Il movimento è stato alimentato fortemente dalle file di rinomati filosofi post-Heideggeriani che sono apparsi nel continente negli anni 1970 e 1980. Opere rivoluzionarie come  Dieu sans l'être (Dio senza essere) di Jean-Luc Marion e The Prayers and Tears of Jacques Derrida (Le preghiere e lacrime di Jacques Derrida) di John D. Caputo hanno inaugurato l'era delle teologia filosofica continentale .

### Ortodossia radicale

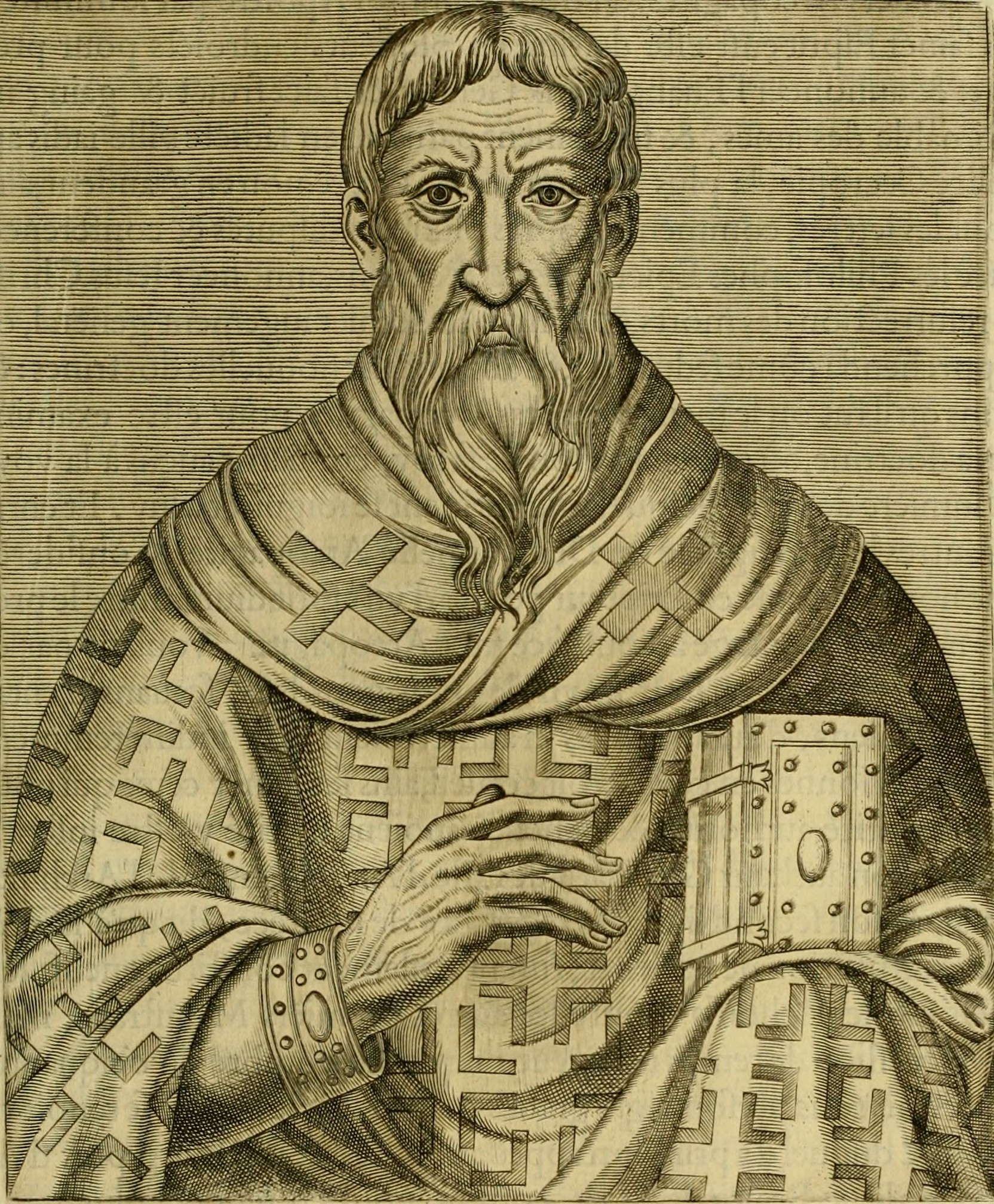
Dionigi l'Areopagita

L'ortodossia radicale è una forma di teologia filosofica continentale influenzata dalle opere del teologo riformato Karl Barth, dai teologi cattolici Henri-Marie de Lubac, Hans Urs von Balthasar e dal filosofo  fenomenologico cattolico Jean-Luc Marion. È uno stile di teologia che cerca di esaminare gli scritti classici cristiani e relativi testi  neoplatonici da una prospettiva contemporanea filosoficamente continentale. Il movimento trova in scrittori come Agostino di Ippona e Pseudo-Dionigi l'Areopagita preziose fonti di conoscenza e di significato rilevanti per la società moderna e per il cristianesimo in generale. John Milbank, Catherine Pickstock, Graham Ward e James K. A. Smith sono i fautori principali dell'ortodossia radicale. Il movimento è anche legato al postliberalismo, un movimento di teologia il cui principale fautore è Stanley Hauerwas, che rifiuta i metodi liberali di ermeneutica e le assunzioni illuministiche in merito all'epistemologia.

### Ermeneutica della religione
L'ermeneutica della religione è un'altra forma di teologia filosofica continentale. Il sistema di interpretazione ermeneutica sviluppato da Paul Ricœur ha fortemente influenzato la scuola di pensiero. Un tema centrale dell'ermeneutica della religione è che Dio esiste al di fuori dei confini della fantasia umana. Il filosofo irlandese Richard Kearney (n. 1954) è un esponente di rilievo del movimento.

### Teologia non dogmatica
La teologia non dogmatica o "teologia debole" è un modo di pensare la teologia da un punto di vita decostruttivo. Tale stile di pensiero ha un debito con Jacques Derrida, soprattutto alla luce della sua idea di una "forza debole". La teologia debole è debole perché assume un approccio alle teologia che è prospettico non-dogmatico. I fautori della teologia debole sostengono che le spiegazioni contemporanee dominanti in teologia sono intrinsecamente ideologiche, totalizzanti e militanti. In risposta, la teologia debole si esprime attraverso atti di interpretazione.
Secondo il teologo statunitense John D. Caputo, l'atto interpretativo distintivo della teologia debole ha prodotto il concetto di debolezza di Dio. In questa linea di pensiero, il paradigma di Dio come travolgente forza fisica o metafisica è considerato erroneo. Il vecchio Dio-di-potenza viene rimpiazzato dall'idea di Dio come affermazione incondizionata senza forza. Come affermazione senza forza, il Dio della teologia debole non interviene fisicamente o metafisicamente nella natura. La teologia debole sottolinea la responsabilità degli esseri umani ad agire in questo mondo qui e ora. Poiché Dio è pensato come debole, la teologia debole pone l'accento sulle "deboli" virtù umane di perdono, ospitalità, sincerità e ricettività. In ciascuna di queste virtù, un  "potere di impotenza" metaforico è all'opera.
John D. Caputo e Gianni Vattimo hanno recentemente completato opere che sviluppano ulteriormente l'idea della teologia debole, affiancati anche da Slavoj Žižek che ha esaminato temi simili nelle sue opere. Precedentemente, teologi della liberazione come Jürgen Moltmann avevano approfondito i concetti di kenosis e della natura autosvuotante di Dio in Cristo. Anche Peter Rollins, uno dei principali fautori del movimento della Chiesa emergente, si è mosso in direzione della teologia radicale ed è diventato notevolmente influente sui vari filoni del cristianesimo postmoderno.

## Principali rappresentanti
- Marcus Borg
- Rob Bell
- Tomáš Halík
- Stanley Hauerwas
- John Howard Yoder
- John D. Caputo
- Stanley Grenz
- Tony Jones
- Richard Kearney
- Mario Kopić
- Jean-Luc Marion
- Brian McLaren
- François Meltzer
- John Milbank
- David Tracy
- James Olthuis
- Carl Raschke
- John A.T. Robinson
- Peter Rollins
- Robert P. Scharlemann
- James K.A. Smith
- Mark C. Taylor
- Gabriel Vahanian
- Gianni Vattimo
- Charles Winquist

### Influenze importanti
- Michel de Certeau
- Jacques Derrida
- Hans-Georg Gadamer
- Martin Heidegger
- Søren Kierkegaard
- Emmanuel Lévinas
- Jean-Luc Marion
- Friedrich Nietzsche
- Paul Ricœur
- Martin Buber
- Jürgen Moltmann
- Fyodor Dostoevsky